# Десет векова српске књижевности
Десет векова српске књижевности јесте антологијска едиција покренута у Издавачком центру Матице српске 2010. године.
Опсег антологије се креће од средњовековних аутора попут Светог Саве и Доментијана па све до аутора активних у 21. столећу.  Антологија ће имати преко 200 књига и обухвата књижевност од 12. столећа до писаца савременог периода. Покретач и главни и одговорни уредник едиције је српски књижевник и академик Миро Вуксановић.
Уређивачки одбор чине професори Универзитета у Београду и Новом Саду као и други стручњаци.
Прва штампана књига у едицији је Сабрана дела Светог Саве. Књиге су штампане на посебном еколошком папиру који је по стандарду ЕУ, због чега су књиге лакше за држање током читања.
Едицију је подржала покрајинска влада Војводине, Министарство културе и информисања Републике Србије, град Нови Сад. Медијски покровитељ је Радио телевизија Србије.
Антологија укључује дела писаца који до сада нису били адекватно валоризовани или чије дело је било скрајнуто.
У едицији су као интегрални део српске књижевности укључена дела српских књижевника из Дубровачке републике, на основу становишта да су били говорници српског језика, да је дубровачка баштина део српског или заједничког наслеђа два народа, као и да је неукључивање дубровачке књижевности у раније едиције било идеолошки мотивисано. Такво становиште је наишло на протесте појединих институција из Хрватске.
На 64. Међународном београдском сајму књига награда за издавачки подухват 2019. године додељена је равноправно Десетом колу антологијске едиције 10 векова српске књижевности Издавачког центра Матице српске као и Прозним делима српских научника издавача Службени гласник и Универзитетска библиотека „Светозар Марковић“.

## Објављене књиге
| Наслов | Приређивач                                                                  | Број књиге | Број страница | Коло  | ISBN              |
| --- | --------------------------------------------------------------------------- | ---------- | ------------- | ----- | ----------------- |
| Свети Сава | проф. др Томислав Јовановић                                                 | 1          | 229           | I     | 978-86-87079-19-9 |
| Једноставни облици народне књижевности | проф. емеритус др Марија Клеут                                              | 6          | 281           | I     | 978-86-87079-21-2 |
| Поезија Дубровника и Боке Которске | академик др Злата Бојовић                                                   | 111        | 347           | I     | 978-86-87079-24-3 |
| Доситеј Обрадовић | проф. др Мирјана Д. Стефановић                                              | 15         | 455           | I     | 978-86-87079-22-9 |
| Јован Стерија Поповић | проф. др Сава Дамјанов                                                      | 28         | 451           | I     | 978-86-87079-27-4 |
| Петар II Петровић Његош | академик Миро Вуксановић                                                    | 30         | 419           | I     | 978-86-87079-12-0 |
| Борисав Станковић | др Марко Недић                                                              | 51         | 401           | I     | 978-86-87079-25-0 |
| Иво Андрић (прва књига) | проф. емеритус др Славко Гордић                                             | 55         | 365           | I     | 978-86-87079-18-2 |
| Милош Црњански (прва књига) | проф. др Миливој Ненин                                                      | 58         | 459           | I     | 978-86-87079-26-7 |
| Антологија српског песништва (XI-XX век) | академик Миодраг Павловић                                                   | 110        | 393           | I     | 978-86-87079-23-6 |
| Захарија Орфелин | Боривој Чалић                                                               | 13         | 395           | II    | 978-86-87079-34-2 |
| Милован Видаковић | проф. др Радослав Ераковић                                                  | 20         | 341           | II    | 978-86-87079-38-0 |
| Лаза Костић | академик Љубомир Симовић                                                    | 38         | 441           | II    | 978-86-87079-31-1 |
| Симо Матавуљ | проф. др Драгана Вукићевић                                                  | 41         | 363           | II    | 978-86-87079-40-3 |
| Стеван Сремац | проф. др Горан Максимовић                                                   | 42         | 465           | II    | 978-86-87079-32-8 |
| Петар Кочић | академик Светозар Кољевић                                                   | 50         | 275           | II    | 978-86-87079-33-5 |
| Исидора Секулић | проф. др Слободанка Пековић                                                 | 52         | 465           | II    | 978-86-87079-37-3 |
| Иво Андрић (друга књига) | проф. емеритус др Славко Гордић                                             | 56         | 504           | II    | 978-86-87079-36-6 |
| Милош Црњански (друга књига) | проф. др Горана Раичевић                                                    | 59         | 501           | II    | 978-86-87079-39-7 |
| Јован Скерлић | академик Предраг Палавестра                                                 | 109        | 439           | II    | 978-86-87079-35-9 |
| Стефан Првовенчани, Доментијан, Теодосије | проф. др Љиљана Јухас Георгиевска                                           | 2          | 433           | III   | 978-86-87079-50-2 |
| Лирске народне песме | проф. др Љиљана Пешикан Љуштановић                                          | 7          | 335           | III   | 978-86-87079-51-9 |
| Српски рјечник или азбучни роман: књижевни делови првог и другог издања (1818, 1852)                                                                        | академик Миро Вуксановић                                                    | 107        | 555           | III   | 978-86-87079-42-7 |
| Бранко Радичевић | проф. др Татјана Јовићевић                                                  | 32         | 287           | III   | 978-86-87079-47-2 |
| Јован Јовановић Змај | проф. др Тања Поповић                                                       | 36         | 483           | III   | 978-86-87079-46-5 |
| Драгиша Васић | др Марко Недић                                                              | 54         | 392           | III   | 978-86-87079-44-1 |
| Иво Андрић (трећа књига) | проф. емеритус др Славко Гордић                                             | 57         | 485           | III   | 978-86-87079-49-6 |
| Милош Црњански (трећа књига) | проф. др Горана Раичевић                                                    | 60         | 621           | III   | 978-86-87079-43-4 |
| Антологија Богдан Поповић | академик Предраг Палавестра                                                 | 108        | 493           | III   | 978-86-87079-45-8 |
| Растко Петровић | проф. др Бојана Стојановић Пантовић                                         | 62         | 421           | III   | 978-86-87079-48-9 |
| Стара српска поезија; записи и натписи, аренге | проф. др Томислав Јовановић                                                 | 5          | 457           | IV    | 978-86-87079-61-8 |
| Лирско-епске народне песме | проф. емеритус др Марија Клеут                                              | 9          | 267           | IV    | 978-86-87079-60-1 |
| Симеон Пишчевић | проф. др Мирјана Д. Стефановић                                              | 14         | 407           | IV    | 978-86-87079-58-8 |
| Војислав Илић | проф. др Зорица Хаџић                                                       | 44         | 371           | IV    | 978-86-87079-56-4 |
| Светолик Ранковић | проф. др Радослав Ераковић                                                  | 46         | 307           | IV    | 978-86-87079-54-0 |
| Бранислав Нушић | проф. др Јован Љуштановић                                                   | 47         | 525           | IV    | 978-86-87079-59-5 |
| Јован Дучић | мр Бојан Чолак                                                              | 48         | 524           | IV    | 978-86-87079-57-1 |
| Владан Десница | проф. др Жељко Милановић                                                    | 64         | 435           | IV    | 978-86-87079-55-7 |
| Милован Ђилас | академик Миро Вуксановић                                                    | 67         | 421           | IV    | 978-86-87079-53-3 |
| Књига о Змају Лазе Костића | проф. др Миливој Ненин                                                      | 112        | 456           | IV    | 978-86-87079-52-6 |
| Џиво Гундулић | академик Злата Бојовић                                                      | 12         | 375           | V     | 978-86-87079-69-4 |
| Ђорђе Марковић Кодер | др Драган Бошковић                                                          | 29         | 307           | V     | 978-86-87079-70-0 |
| Вељко Петровић | проф. др Ђорђе Деспић                                                       | 53         | 415           | V     | 978-86-87079-67-0 |
| Десанка Максимовић | проф. др Станиша Тутњевић                                                   | 63         | 403           | V     | 978-86-87079-66-3 |
| Меша Селимовић | проф. др Јован Делић                                                        | 66         | 535           | V     | 978-86-87079-65-6 |
| Михаило Лалић | проф. др Лидија Томић                                                       | 68         | 535           | V     | 978-86-87079-73-1 |
| Бранко Ћопић | проф. др Стојан Ђорђић                                                      | 69         | 449           | V     | 978-86-87079-71-7 |
| Душан Радовић | проф. др Петар Пијановић                                                    | 72         | 395           | V     | 978-86-87079-68-7 |
| Павле Угринов | Ненад Шапоња                                                                | 76         | 379           | V     | 978-86-87079-64-9 |
| Књига о Његошу Исидоре Секулић | др Слободанка Пековић                                                       | 113        | 305           | V     | 978-86-87079-72-4 |
| Данило II, Данилов ученик, Григорије Цамблак, Јефимија, Данило III, Стефан Лазаревић, Андоније Рафаил, Константин Филозоф, Јелена Балшић, Никон Јерусалимац | др Томислав Јовановић                                                       | 3          | 289           | VI    | 978-86-87079-83-0 |
| Епске народне песме | проф. др Љиљана Пешикан Љуштановић                                          | 8          | 483           | VI    | 978-86-87079-75-5 |
| Атанасије Стојковић, Јоаким Вујић | мр Драгана Грбић                                                            | 21         | 383           | VI    | 978-86-87079-82-3 |
| Лукијан Мушицки | проф. др Мирјана Д. Стефановић                                              | 22         | 161           | VI    | 978-86-87079-79-3 |
| Лаза Лазаревић, Јанко Веселиновић | др Снежана Милосављевић Милић (у сарадњи са др Мирком Ђукићем)              | 40         | 527           | VI    | 978-86-87079-80-9 |
| Драгутин Илић | др Владимир Гвозден                                                         | 43         | 303           | VI    | 978-86-87079-78-6 |
| Бошко Петровић | проф. емеритус др Славко Гордић                                             | 70         | 319           | VI    | 978-86-87079-74-8 |
| Васко Попа | др Драган Хамовић                                                           | 73         | 275           | VI    | 978-86-87079-76-2 |
| Стеван Раичковић | Мирослав Максимовић                                                         | 77         | 363           | VI    | 978-86-87079-77-9 |
| Александар Поповић | проф. др Јован Љуштановић                                                   | 80         | 269           | VI    | 978-86-87079-85-4 |
| Иван В. Лалић | мр Соња Веселиновић                                                         | 86         | 255           | VI    | 978-86-87079-84-7 |
| Слободан Селенић | др Марко Недић                                                              | 87         | 331           | VI    | 978-86-87079-81-6 |
| Герасим Зелић, Викентије Ракић, Сава Мркаљ | Боривој Чалић и др Исидора Поповић                                          | 18         | 327           | VII   | 978-86-87079-86-1 |
| Нићифор Нинковић, прота Матеја Ненадовић | проф. др Милисав Савић                                                      | 25         | 329           | VII   | 978-86-87079-87-8 |
| Сима Милутиновић Сарајлија | проф. др Душан Иванић                                                       | 26         | 405           | VII   | 978-86-87079-91-5 |
| Јаков Игњатовић | др Снежана Милосављевић Милић                                               | 31         | 445           | VII   | 978-86-87079-92-2 |
| Ђура Јакшић | проф. др Душко Певуља                                                       | 35         | 429           | VII   | 978-86-87079-93-9 |
| Момчило Настасијевић | мр Биљана Мичић                                                             | 61         | 251           | VII   | 978-86-87079-89-2 |
| Миодраг Булатовић | академик Миро Вуксановић предговор академик Матија Бећковић                 | 84         | 407           | VII   | 978-86-87079-88-5 |
| Живојин Павловић | др Бојан Јовић                                                              | 88         | 361           | VII   | 978-86-87079-94-6 |
| Јован Христић | проф. др Бојана Стојановић Пантовић                                         | 89         | 231           | VII   | 978-86-87079-90-8 |
| Бранко Миљковић | проф. др Радивоје Микић                                                     | 91         | 227           | VII   | 978-86-87079-95-3 |
| Народне приповетке и предања | проф. др Снежана Самарџија                                                  | 10         | 274           | VIIII | 978-86-87079-96-0 |
| Јеротеј Рачанин, Јован Рајић, Михаило Максимовић | проф. др Томислав Јовановић мр Драгана Грбић проф. др Мирјана Д. Стефановић | 17         | 285           | VIIII | 978-86-80730-05-9 |
| Вук Стефановић Караџић | проф. емеритус др Марија Клеут                                              | 24         | 232           | VIIII | 978-86-87079-97-7 |
| Стефан Митров Љубиша, Марко Миљанов | проф. др Лидија Томић                                                       | 33         | 467           | VIIII | 978-86-87079-98-4 |
| Љубомир Ненадовић, Милица Стојадиновић Српкиња | Радмила Гикић Петровић                                                      | 34         | 295           | VIIII | 978-86-87079-99-1 |
| Оскар Давичо | мр Биљана Мичић                                                             | 65         | 355           | VIIII | 978-86-80730-00-4 |
| Антоније Исаковић | проф. др Владислава Гордић Петковић                                         | 74         | 248           | VIIII | 978-86-80730-01-1 |
| Борислав Пекић (прва књига) | проф. др Петар Пијановић                                                    | 82         | 345           | VIIII | 978-86-80730-02-8 |
| Борислав Пекић (друга књига) | проф. др Петар Пијановић                                                    | 83         | 324           | VIIII | 978-86-80730-03-5 |
| Љубомир Симовић | Богдан А. Поповић                                                           | 93         | 339           | VIIII | 978-86-80730-04-2 |
| Димитрије Кантакузин, Константин Михаиловић из Островице, Пајсије, Арсеније III Црнојевић                                                                   | проф. др Томислав Јовановић                                                 | 4          | 251           | IX    | 978-86-80730-10-3 |
| Јелена Димитријевић, Владан Ђорђевић | др Слободанка Пековић др Љиљана Костић                                      | 45         | 407           | IX    | 978-86-80730-07-3 |
| Добрица Ћосић (прва књига) | проф. др Милан Радуловић                                                    | 71         | 227           | IX    | 978-86-80730-08-0 |
| Добрица Ћосић (друга књига) | проф. др Милан Радуловић                                                    | 71         | 269           | IX    | 978-86-80730-09-7 |
| Миодраг Павловић | проф. др Ђорђе Деспић                                                       | 79         | 389           | IX    | 978-86-80730-10-3 |
| Данило Киш | проф. др Михајло Пантић                                                     | 92         | 441           | IX    | 978-86-80730-11-0 |
| Мирослав Јосић Вишњић | проф. др Радивоје Микић                                                     | 99         | 339           | IX    | 978-86-80730-12-7 |
| Антологија књижевности за децу (прва књига) | проф. др Зорана Опачић                                                      | 116        | 443           | IX    | 978-86-80730-13-4 |
| Антологија књижевности за децу (друга књига) | проф. др Зорана Опачић                                                      | 116        | 361           | IX    | 978-86-80730-14-1 |
| Божидар Кнежевић | проф. др Саша Радојчић                                                      | 118        | 187           | IX    | 978-86-80730-15-8 |
| Александар Пишчевић, Сава Текелија, Анка Обреновић | проф. емеритус др Марија Клеут Радмила Гикић Петровић                       | 19         | 296           | X     | 978-86-80730-16-5 |
| Павле Соларић, Јован Дошеновић, Јован Пачић | проф. емеритус др Душан Иванић                                              | 23         | 300           | X     | 978-86-80730-17-2 |
| Јован Хаџић, Јован Суботић, Василије Суботић | проф. др Зорица Несторовић                                                  | 27         | 442           | X     | 978-86-80730-18-9 |
| Лазар Комарчић, Пера Тодоровић | др Љиљана Костић                                                            | 37         | 326           | X     | 978-86-80730-19-6 |
| Милован Глишић, Радоје Домановић | проф. др Горан Максимовић                                                   | 39         | 450           | X     | 978-86-80730-20-2 |
| Радомир Константиновић | Радивој Цветићанин                                                          | 78         | 242           | X     | 978-86-80730-21-9 |
| Милорад Павић | др Јелена Марићевић                                                         | 81         | 392           | X     | 978-86-80730-22-6 |
| Новица Тадић | Селимир Радуловић                                                           | 100        | 268           | X     | 978-86-80730-23-3 |
| Знакови поред пута Иве Андрића | проф. емеритус др Славко Гордић                                             | 115        | 412           | X     | 978-86-80730-24-0 |
| Аница Савић Ребац | проф. др Саша Радојчић                                                      | 119        | 226           | X     | 978-86-80730-25-7 |
| Марин Држић | академик Злата Бојовић                                                      | 11         | 322           | XI    | 978-86-80730-28-8 |
| Драгослав Михаиловић (прва књига) | проф. др Радивоје Микић                                                     | 85         | 302           | XI    | 978-86-80730-34-9 |
| Драгослав Михаиловић (друга књига) | проф. др Радивоје Микић                                                     | 86         | 284           | XI    | 978-86-80730-35-6 |
| Матија Бећковић | академик Јован Делић                                                        | 98         | 402           | XI    | 978-86-80730-26-4 |
| Књига о Лази Костићу Станислава Винавера | проф. др Миливој Ненин                                                      | 114        | 514           | XI    | 978-86-80730-33-2 |
| Антологија грађанске поезије | проф. емеритус др Марија Клеут                                              | 120        | 244           | XI    | 978-86-80730-30-1 |
| Григорије Божовић | мср Марија Благојевић                                                       | 131        | 332           | XI    | 978-86-80730-31-8 |
| Тодор Манојловић. Десимир Благојевић | др Бојана Поповић                                                           | 133        | 344           | XI    | 978-86-80730-32-5 |
| Милутин Ускоковић | проф. др Горан Максимовић                                                   | 134        | 360           | XI    | 978-86-80730-27-1 |
| Вељко Милићевић | мр Биљана Мичић                                                             | 135        | 330           | XI    | 978-86-80730-29-5 |
| Милутин Бојић | др Александар Пејчић                                                        | 136        | 330           | XI    | 978-86-80730-36-3 |
| Гаврил Стефановић Венцловић. Алексије Везилић. Јован Мушкатировић                                                                                           | проф. др Зорица Несторовић                                                  | 16         | 436           | XII   | 978-86-80730-46-2 |
| Станислав Винавер | др Жељка Пржуљ                                                              | 49         | 382           | XII   | 978-86-80730-37-0 |
| Александар Тишма | др Срђан Орсић                                                              | 75         | 362           | XII   | 978-86-80730-43-1 |
| Милосав Тешић | др Драган Хамовић                                                           | 101        | 288           | XII   | 978-86-80730-38-7 |
| Пријатељи мога века Добрице Ћосића | Марко Крстић                                                                | 121        | 324           | XII   | 978-86-80730-44-8 |
| Светозар Ћоровић | проф. др Душко Певуља                                                       | 128        | 288           | XII   | 978-86-80730-39-4 |
| Владислав Петковић Дис | проф. др Соња Веселиновић                                                   | 132        | 209           | XII   | 978-86-80730-40-0 |
| Милан Кашанин | проф. др Зорица Хаџић                                                       | 139        | 371           | XII   | 978-86-80730-41-7 |
| Раде Драинац. Љубиша Јоцић | мср Милена Кулић                                                            | 142        | 370           | XII   | 978-86-80730-45-5 |
| Борислав Михајловић Михиз | др Бојана Поповић                                                           | 156        | 308           | XII   | 978-86-80730-42-4 |
| Светлана Велмар-Јанковић | др Радивоје Микић                                                           | 90         | 390           | XIII  | 978-86-80730-47-9 |
| Мирко Ковач | др Стојан Ђорђић                                                            | 96         | 384           | XIII  | 978-86-80730-48-6 |
| Душан Ковачевић (прва књига) | проф. др Љиљана Пешикан-Љуштановић                                          | 102        | 258           | XIII  | 978-86-80730-49-3 |
| Душан Ковачевић (друга књига) | проф. др Љиљана Пешикан-Љуштановић                                          | 102        | 262           | XIII  | 978-86-80730-50-9 |
| Алекса Шантић | др Катарина Вучић                                                           | 123        | 304           | XIII  | 978-86-80730-54-7 |
| Милета Јакшић. Сима Пандуровић | проф. др Зорица Хаџић др Сања Париповић Крчмар                              | 124        | 340           | XIII  | 978-86-80730-52-3 |
| Иво Ћипико. Исак Самоковлија | проф. др Горан Максимовић др Мирјана Лукић                                  | 125        | 466           | XIII  | 978-86-80730-56-1 |
| Милан Ракић | проф. др Ђорђе Деспић                                                       | 129        | 194           | XIII  | 978-86-80730-51-6 |
| Станислав Краков. Бранимир Ћосић | проф. др Валентина Хамовић                                                  | 140        | 372           | XIII  | 978-86-80730-53-0 |
| Мирослав Поповић | др Марко Недић                                                              | 160        | 348           | XIII  | 978-86-80730-55-4 |
| Борислав Радовић | др Марко Аврамовић                                                          | 94         | 337           | XIV   | 978-86-80730-63-9 |
| Љубивоје Ршумовић | др Зорана З. Опачић                                                         | 97         | 319           | XIV   | 978-86-80730-57-8 |
| Давид Албахари | Драган Бабић                                                                | 103        | 351           | XIV   | 978-86-80730-64-6 |
| Радослав Петковић | мср Нина Живковић                                                           | 104        | 335           | XIV   | 978-86-80730-62-2 |
| Жарко Васиљевић. Душан Васиљев | др Бојана Поповић                                                           | 137        | 353           | XIV   | 978-86-80730-61-5 |
| Александар Вучо. Душан Матић | др Драгана Бедов др Жељка Пржуљ                                             | 141        | 407           | XIV   | 978-86-80730-65-3 |
| Милан Дединац. Марко Ристић | мр Биљана Мичић                                                             | 144        | 407           | XIV   | 978-86-80730-60-8 |
| Скендер Куленовић | др Срђан Орсић                                                              | 147        | 335           | XIV   | 978-86-80730-58-5 |
| Арсен Диклић | др Милица Алексић                                                           | 155        | 201           | XIV   | 978-86-80730-66-0 |
| Бранко В. Радичевић | мр Милан Громовић                                                           | 158        | 425           | XIV   | 978-86-80730-59-2 |
| Иво Војновић | др Злата Бојовић                                                            | 122        | 211           | XV    | 978-86-80730-78-3 |
| Анђелко Крстић. Боривоје Јевтић | др Мирјана Бојанић Ћирковић                                                 | 126        | 429           | XV    | 978-86-80730-70-7 |
| Даница Марковић. Милица Јанковић | проф. др Јелена Јовановић                                                   | 130        | 385           | XV    | 978-86-80730-73-8 |
| Григор Витез. Драган Лукић | др Тамара Грујић др Тијана Тропин                                           | 148        | 401           | XV    | 978-86-80730-76-9 |
| Павле Поповић. Гојко Јањушевић | мср Милена Кулић                                                            | 149        | 307           | XV    | 978-86-80730-69-1 |
| Данило Николић | др Јелена Панић Мараш                                                       | 159        | 375           | XV    | 978-86-80730-75-2 |
| Александар Ристовић | др Марко Аврамовић                                                          | 169        | 335           | XV    | 978-86-80730-74-5 |
| Жарко Команин | др Радоје Фемић                                                             | 172        | 283           | XV    | 978-86-80730-72-1 |
| Бранислав Петровић | др Соња Миловановић                                                         | 175        | 337           | XV    | 978-86-80730-71-4 |
| Бранимир Шћепановић | мр Александар Ћуковић                                                       | 177        | 263           | XV    | 978-86-80730-68-4 |
| Антологија српске приповетке | проф. др Михајло Пантић                                                     | 186        | 477           | XV    | 978-86-80730-67-7 |